# Horatio Gates
 (janvier 2020).
Si vous disposez d'ouvrages ou d'articles de référence ou si vous connaissez des sites web de qualité traitant du thème abordé ici, merci de compléter l'article en donnant les références utiles à sa vérifiabilité et en les liant à la section « Notes et références ».
Horatio Gates (1727-1806) était un officier de l'armée britannique, puis un général américain lors de la guerre d'indépendance. Son nom est fréquemment associé à la victoire américaine de la bataille de Saratoga et à la défaite de la bataille de Camden.

## Biographie

### Débuts de carrière
Horatio Gates est le fils d'un couple au service de Peregrine Osborne, 2e duc de Leeds, à Maldon, en Angleterre en 1727. 
Gates reçoit son brevet de lieutenant de l'armée britannique en 1745. Il sert en Allemagne durant la guerre de Succession d'Autriche, puis est promu capitaine des troupes provinciales de Nouvelle-Écosse en 1753.
Durant la guerre de Sept Ans, Gates combat sous les ordres du général Edward Braddock en Amérique. En 1755, il prend part à l'expédition Braddock, qui échoua dans sa tentative de contrôle de l'accès à la vallée de l'Ohio. À cette expédition participent d'autres hommes qui deviendront des chefs militaires lors de la guerre d'indépendance, comme Thomas Gage, Charles Lee, Daniel Morgan, et George Washington. Gates combat plus tard dans les Antilles et participe à la prise de la Martinique.
En octobre 1754, Horatio épouse Elizabeth Phillips. Ils ont un fils, Robert, en 1758. À cette époque, l'avancement au sein de l'armée britannique nécessite argent ou influence et la carrière militaire de Gates stagne. Il décide donc de se retirer de l'armée britannique avec le grade de major en 1769 et émigre en Amérique. Il s'installe avec sa famille dans une petite plantation de Virginie.

### Guerre d'indépendance des États-Unis

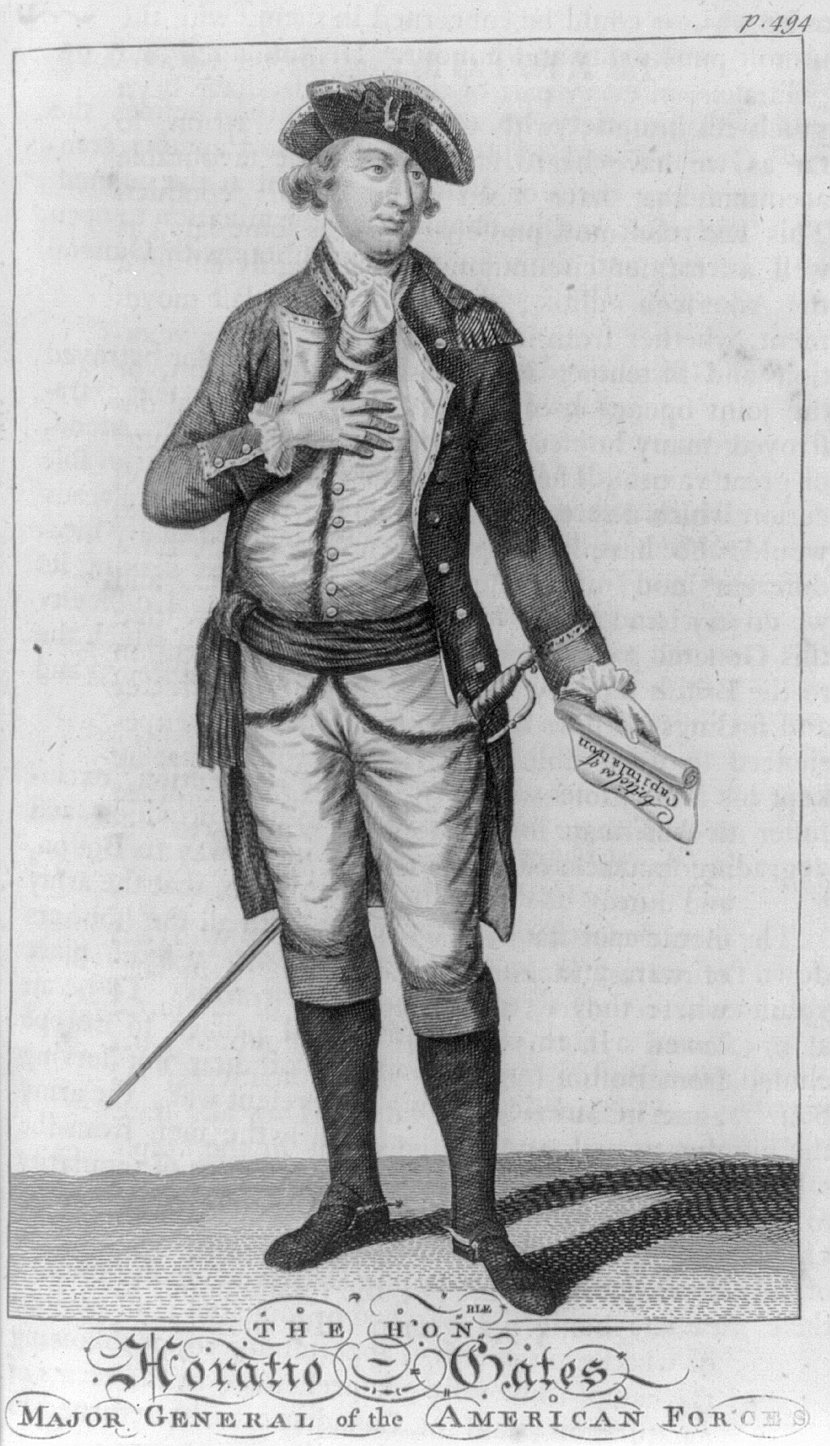
Le major-général Horatio Gates en 1780.

Lorsque le mot « révolution » parvient aux oreilles d'Horatio Gates, il se précipite à Mount Vernon pour offrir ses services à George Washington. En juin, le Congrès continental commence à organiser l'Armée continentale. En acceptant le commandement, Washington presse le Congrès de nommer Gates, adjudant de l'armée. Le 17 juin 1775, le Congrès le nomme brigadier-général et adjudant-général de l'Armée continentale.
L'expérience de Gates en temps de guerre est inestimable pour la jeune armée américaine qui n'en est alors qu'à ses premiers balbutiements. Gates et Charles Lee sont les seuls à avoir eu une expérience significative dans l'armée britannique régulière. En tant qu'adjudant-général, il crée le système de rapports et d'ordres de l'armée, et participe à la standardisation des régiments des diverses colonies.
Alors que ses talents d'administrateur sont de grande valeur, le désir de Gates est un commandement au front. Vers juin 1776, il est promu major-général, et commandant du département canadien (en) en remplacement de John Sullivan. Il est chargé de la défense de Fort Ticonderoga et du lac Champlain et, à la fin de l'année, rejoint l'armée de Washington en Pennsylvanie. Après avoir vainement tenté de persuader le Congès de le nommer à la place de Washington à la tête de l'armée, Gates est nommé commandant du département du nord en août 1777 et dirige l'armée qui obtient la reddition de l'armée anglaise de John Burgoyne à Saratoga.
Il tente alors d'exploiter sa victoire en intriguant à nouveau pour remplacer Washington en tant que commandant en chef mais échoue encore et est nommé à la place à la tête du département de l'est en novembre 1778. Il reste à ce poste jusqu'au mois de juin 1780, date à laquelle il est transféré au département du sud pour parer à la menace britannique en Caroline du Sud. Mais, le 16 août, son armée subit une sévère défaite, qui lui est largement imputable, à Camden et il est relevé de son commandement. Il échappe grâce à ses soutiens politiques à la Cour martiale mais ne reçoit plus d'autre commandement de terrain. 

### Après la guerre
À la mort de sa femme, en 1783, Gates se retire en Virginie et devient vice-président de la Société des Cincinnati. Il se remarie en 1786 avec Mary Valens et, après avoir vendu sa propriété en Virginie et libéré ses esclaves, s'établit à New York. Il est élu à la législature de cet État en 1800. Il meurt le 10 avril 1806 et est enterré à Trinity Church.